# Nothing (альбом Meshuggah)
Nothing — четвертий студійний альбом шведського екстремального метал-гурту Meshuggah, спочатку випущений у 2002 році. Альбом увійшов до чарту Billboard 200 під номером 165, трохи вище, ніж наступний альбом групи, Catch Thirtythree.
Прийняте в останню хвилину рішення приєднатися до туру Ozzfest 2002 року змусило гурт звести альбом за два дні та зробити його мастеринг за один. У результаті гітари та барабани альбому були перезаписані для перевидання у 2006 році.

## Музичний стиль
Пісні на цьому альбомі складаються з повільніших темпів і значної уваги до ґруву замість стилю треш-метал, як у попередніх альбомах. Елементи джазового ф'южну, такі як інтерлюдії в деяких піснях на альбомі гурту Destroy Erase Improve, все ще присутні в цьому випуску.
Це також перший альбом, на якому гітаристи Фредрік Тордендал і Мортен Гаґстрем експериментували з 8-струнними гітарами, перезаписуючи гітарні треки, замінюючи оригінальні виступи, зроблені з використанням розстроєних 7-струнних гітар, частково через те, що їхні кастомні гітари Nevborn не були готові.

## Випуск і прийом
Трек «Rational Gaze» рекламувався трьома відеокліпами. Перший являв собою повторювану чорно-білу послідовність картинок і не мав особливого зв'язку зі структурою пісні; друга версія, режисером якої був Торбйорн Ойесволд, демонструвала синьо-зелене середовище з виступом гурту, важку постобробку розмитими відеофільтрами; третя версія під назвою «Версія марення містера Кідмана» не була офіційним відео, а скоріше домашнім відео, на якій Єнс Кідман виступає як його товариші по гурту з різними перуками. У січні 2018 року Loudwire назвали Nothing своїм улюбленим джент-альбомом.
Nothing було продано понад 95 000 копій у США.

### Перевипуск
Перезаписана та оновлена версія альбому була випущена 31 жовтня 2006 року. Нова версія містить нові треки для ритм-гітари, перезаписані з використанням 8-струнних гітар. Барабани також були перезаписані з використанням оригінальних барабанних ударів як тригерів для нового аудіо, створеного за допомогою програмного забезпечення для віртуальних барабанів. Вокал не перезаписувався, а був оброблений ефектами.
Є дві пісні, суттєво змінені порівняно з оригінальною версією. Серед них темп «Nebulous», який було знижено, і довжина треку «Obsidian» була майже вдвічі з вилученим затуханням у кінці.
Перевидання також включає DVD, що містить музичні відео та їх виступ на Download Festival у 2005 році, а також оновлену обкладинку.

## Список композицій

### Оригінальний випуск 2002 року
Автор слів Томас Гааке, окрім пісні "Nebulous", текст до якої написав Мортен Гаґстрем. 
| #     | Назва                     | Автор музики     | Тривалість |
| ----- | ------------------------- | ---------------- | ---------- |
| 1.    | «Stengah»                 | Гаґстрем, Гааке  | 5:38       |
| 2.    | «Rational Gaze»           | Тордендал        | 5:04       |
| 3.    | «Perpetual Black Record»  | Гаґстрем         | 4:39       |
| 4.    | «Closed Eye Visuals»      | Тордендал        | 7:25       |
| 5.    | «Glints Collide»          | Тордендал, Гааке | 4:55       |
| 6.    | «Organic Shadows»         | Гаґстрем, Гааке  | 5:08       |
| 7.    | «Straws Pulled at Random» | Гаґстрем         | 5:10       |
| 8.    | «Spasm»                   | Тордендал, Гааке | 4:14       |
| 9.    | «Nebulous»                | Гаґстрем         | 6:33       |
| 10.   | «Obsidian» (інструментал) | Meshuggah        | 4:20       |
| 53:57 |                           |                  |            |

### Перевипуск 2006 року
Автор слів Томас Гааке, окрім пісні "Nebulous", текст до якої написав Мортен Гаґстрем. 
| #     | Назва                     | Автор музики     | Тривалість |
| ----- | ------------------------- | ---------------- | ---------- |
| 1.    | «Stengah»                 | Гаґстрем, Гааке  | 5:38       |
| 2.    | «Rational Gaze»           | Тордендал        | 5:26       |
| 3.    | «Perpetual Black Record»  | Гаґстрем         | 4:39       |
| 4.    | «Closed Eye Visuals»      | Тордендал        | 7:25       |
| 5.    | «Glints Collide»          | Тордендал, Гааке | 4:56       |
| 6.    | «Organic Shadows»         | Гаґстрем, Гааке  | 5:20       |
| 7.    | «Straws Pulled at Random» | Гаґстрем         | 5:16       |
| 8.    | «Spasm»                   | Тордендал, Гааке | 4:14       |
| 9.    | «Nebulous»                | Гаґстрем         | 7:06       |
| 10.   | «Obsidian» (інструментал) | Meshuggah        | 8:35       |
| 58:35 |                           |                  |            |

## Склад
- Єнс Кідман — спів
- Фредрік Тордендал — соло-гітара, бас-гітара, ритм-гітара на перевипуску 2006 року
- Мортен Гаґстрем — ритм-гітара, бас-гітара
- Томас Гааке — барабани, розмовний спів (4-ий, 8-ий, та 9-ий трек), обкладинка[14]

## Чарти
| Чарт (2002)                               | Позиція |
| ----------------------------------------- | ------- |
| Швеція Swedish Albums (Sverigetopplistan) | 41      |
| США Billboard 200                         | 165     |